# San Fernando (canton)
Pour les articles homonymes, voir San Fernando.
San Fernando est un canton d'Équateur situé dans la province d'Azuay.